# Embodiment of Scarlet Devil
Touhou Koumakyou ~ the Embodiment of Scarlet Devil. (Nhật: 東方紅魔郷 〜 the Embodiment of Scarlet Devil. Hepburn: Tōhō Kōmakyō, "Đông Phương Hồng Ma Hương" lit. "Hiện thân của loài ác ma màu đỏ"). là một tựa game bắn danmaku cuộn màn hình dọc và là bản game chính thức thứ sáu của loạt trò chơi Touhou Project. Nó là bản đầu tiên được phát hành cho hệ điều hành Windows và là bản đầu tiên của Team Shanghai Alice. Tất cả các trò chơi trước Embodiment of Scarlet Devil đều được làm cho dòng máy tính PC-98 và được phát hành bởi Amusement Makers. Việc chuyển sang Windows cho phép Embodiment of Scarlet Devil tiếp cận với nhiều đối tượng hơn và nó vẫn là một trong những trò chơi Touhou phổ biến nhất cho đến nay.

## Lối chơi
Embodiment of Scarlet Devil là một game bắn Danmaku cuộn dọc, trong đó người chơi bắn kẻ thù đến từ phía trên cùng của màn hình, đồng thời né tránh các cuộc tấn công của chúng. Các con trùm xuất hiện trong mỗi màn chơi của trò chơi, và khi người chơi tiến lên, các màn chơi sẽ khó hơn, với việc kẻ thù tấn công với lượng đạn lớn dần dần. Đòn tấn công chính của người chơi (bắn) gây ra một lượng sát thương yếu, nhưng họ có thể chuyển sang chế đô Focus, chế độ này sẽ tập trung bắn vào một khu vực chặt chẽ hơn, giúp cải thiện sát thương, đặc biệt là đối với các con trùm. Chế độ Focus cũng sẽ làm chậm tốc độ nhân vật của người chơi, giúp người chơi dễ dàng né các đòn tấn công của kẻ thù. Người chơi có tùy chọn sử dụng bom, điều này sẽ mang lại khả năng bất khả xâm phạm tạm thời, xóa màn hình đạn của kẻ thù và gây sát thương lớn, nhưng người chơi có nguồn cung cấp bom hạn chế, có nghĩa là người chơi phải sử dụng chúng một cách thận trọng. Nếu người chơi bị trúng đạn của kẻ thù và nhanh chóng sử dụng một quả bom trong khoảng thời gian là 6 khung hình, người chơi có thể tránh được việc mất mạng, kỹ thuật đó được gọi là deathbombing. Duy nhất bản Embodiment of Scarlet Devil, lượng thời gian mà người chơi có thể thực hiện một lượt deathbomb sẽ giảm đi mỗi khi nó được thực hiện thành công.
Trò chơi có hai nhân vật chơi được để lựa chọn, mỗi nhân vật có hai kiểu bắn. Hakurei Reimu bao phủ phạm vi rộng của màn hình với các đòn tấn công yếu hơn, trong khi Kirisame Marisa dựa vào tốc độ và sức mạnh của mình để bù đắp cho phạm vi đòn tấn công hẹp hơn. Mỗi loại bom hoạt động khác nhau tùy thuộc vào nhân vật và loại đạn bắn.
Embodiment of Scarlet Devil là trò chơi Touhou đầu tiên sử dụng hệ thống Bài Phép - mỗi con trùm trong trò chơi sử dụng các pha tấn công khác nhau, được gọi là các thẻ phép, tất cả đều được đặt một cái tên.
Trong Embodiment of Scarlet Devil, người chơi có thể nhận được điểm theo nhiều cách khác nhau. Bắn kẻ thù và thu thập các vật phẩm điểm và sức mạnh mà chúng rơi ra khi chết sẽ tăng số điểm. Các vật phẩm sức mạnh làm tăng hỏa lực bắn của người chơi, mang lại nhiều sát thương hơn và phạm vi tấn công lớn hơn, và khi đạt mức năng lượng tối đa, người chơi có thể di chuyển lên nửa trên cùng của màn hình để thu thập tất cả các vật phẩm trên màn hình cùng một lúc. Đánh bại các loạt bài phép của đối phương cũng được cộng điểm và thêm điểm thưởng nếu hoàn thành chúng mà không chết hoặc sử dụng bất kỳ quả bom nào. Lướt đạn của kẻ thù cũng được tăng điểm. Thu thập đủ số lượng điểm nhất định sẽ cấp cho người chơi thêm mạng và bom.
Trò chơi bao gồm sáu màn chơi, thêm cả một màn Extra, được mở khóa nếu người chơi hoàn thành màn chơi ở độ khó bình thường mà không sử dụng tiếp tục. Về độ khó Dễ, trò chơi chỉ có năm màn, nghĩa là người chơi phải hoàn thành trò chơi ở cấp độ Bình thường hoặc cao hơn để mở khóa màn Extra.

## Cốt truyện
Vào mùa hè của Ảo Tưởng Hương, dị biến Sương mù đỏ  (紅霧 異 変) xảy ra. Cả Ảo Tưởng Hương bị bao phủ hoàn toàn trong màn sương đỏ, che khuất ánh nắng mặt trời. Nó đã đến được Nhân Thôn của Ảo Tưởng Hương, và vì con người không thể sống sót trong sương mù, họ buộc phải ở lại nhà của mình cho đến khi dị biến được giải quyết.
Hakurei Reimu, cảm thấy rằng nhiệm vụ của cô, một vu nữ trong đền thờ là phải tìm ra nguyên nhân của thời tiết bất thường này. Kirisame Marisa hy vọng rằng người chịu trách nhiệm về làn sương mù này sẽ có một số vật phẩm thú vị để thu thập.
Các nhân vật chính đã lên đường tìm đến Biệt thự Hồng Ma Quán (紅魔 館), nằm bên cạnh Hồ Sương mù (霧 の 湖), nơi cư dân của nó cố gắng ngăn chặn những kẻ xâm nhập tiếp cận với chúa tể của dinh thự. Khi đến dinh thự, người ta thấy rằng Remilia Scarlet đã tạo ra sương mù để ngăn ánh nắng mặt trời để cô có thể cảm thấy thoải mái vào ban ngày, vì ma cà rồng rất sợ ánh nắng mặt trời. Sau khi đánh bại Remilia, lớp sương mù được loại bỏ và dị biến kết thúc. Dị biến Sương mù đỏ là dị biến đầu tiên mà Hệ thống bài phép được sử dụng, nó đã góp phần phổ biến việc sử dụng chúng trên khắp Ảo Tưởng Hương, và các trận đấu kể từ đó về sau cũng sử dụng quy tắc này.
Trong màn Extra, các nhân vật chính trở lại Biệt thự Hồng Ma Quán trong thời gian Remilia vắng mặt và thấy toàn bộ biệt thự đang hỗn loạn. Em gái của Remilia, Flandre Scarlet, đang tìm cách ra khỏi biệt thự, trong khi Patchouli Knowledge, phù thủy của thư viện, đang cố gắng giữ cho cô ấy không thể trốn thoát. Gặp gỡ các nhân vật chính sau 495 năm bị nhốt trong tầng hầm, Flandre yêu cầu họ chơi với cô ấy, nhưng thay vào đó, nhân vật chính đã chiến đấu với cô ấy, để ngăn chặn bất kỳ sự cố nào tiếp theo có thể diễn ra sau đó.

### Bối cảnh
Scarlet Devil Mansion, có từ màn 3 trở đi, là một lâu đài mang phong cách phương Tây nằm ở tận cùng của núi Yêu quái trên một con đường đắp cao của Hồ Sương Mù. Nó hoàn toàn có màu đỏ tươi, cũng như con đường dẫn đến nó. Nó có một tháp đồng hồ, chỉ đổ chuông vào lúc nửa đêm. Người đứng đầu dinh thự này là Remilia Scarlet, nhưng vì cô ấy còn nhỏ nên giao cho Izayoi Sakuya phụ trách. Người gác cổng là Hong Meiling, chuyên ngăn chặn các tiên nữ vào trong dinh thự đến từ hồ Sương Mù. Flandre Scarlet cũng ở đây, cũng như rất nhiều tiên nữ, những người có đặc điểm là kẻ thù thường xuyên. Sakuya điều khiển không gian bên trong để làm cho nó có vẻ lớn hơn thực tế.

### Nhân vật
Nhân vật chơi được:
- Hakurei Reimu — Vu nữ của đền Hakurei. Hai kiểu tấn công của cô trong trò chơi là bùa tự ghim và kim châm.
- Kirisame Marisa — Một pháp sư tự phong. Hai kiểu tấn công của cô trong trò chơi là tên lửa phép thuật và La-ze

Các nhân vật trùm:
- Rumia (ルーミア, Rūmia) — Là trùm giữa và trùm chính màn 1. Cô là một yêu quái có ngoại hình của một cô gái trẻ. Cô có mái tóc vàng, mắt đỏ, mặc quần áo màu đen và tóc được quấn bằng một dải ruy băng đỏ.[2] Ruy băng này là của quỷ, và bản thân Rumia không thể chạm vào nó. Khả năng của cô là tạo ra một quả cầu bóng đêm xung quanh mình, nhưng vì nó cản trở đáng kể tầm nhìn của chính cô nên nó không hữu ích trong chiến đấu. Cô ấy thường dành những ngày của mình để lượn lờ không mục đích.
- Daiyousei (大妖精, Daiyōsei) — Trùm giữa màn 2. Là một nhân vật không có lý lịch trong trò chơi; người hâm mộ đặt tên cho cô ấy là Daiyousei (tên gọi khác là "Đại Yêu Tinh"). ZUN sau đó cho rằng cô ấy là người tinh nghịch, đầu óc giản đơn, vui tươi và cũng đầy tình cảm. Đôi khi xuất hiện trong dōjinshi với Cirno.[3]
- Cirno (チルノ, Chiruno) — Là trùm chính màn 2. tấn công bằng băng. Thủ lĩnh của các tiên nữ hồ Sương Mù, nhưng không thực sự hăng hái. Sở thích của cô là đóng băng những con ếch và xem chúng hồi phục lúc tan băng, nhưng thay vào đó, cô có xu hướng làm vỡ chúng một cách tình cờ. Cơ thể cô luôn tỏa khí lạnh quanh năm, và cũng có thể thức quanh năm.
- Hong Meirin (紅 美鈴, Hon Meirin, còn có cách gọi khác là Hong Meiling) — Trùm giữa và trùm chính màn 3, là một yêu quái có vẻ ngoài giống người Trung Quốc đóng vai trò là người gác cổng của Dinh thự Hồng Ma Quán. Cô được biết đến là một yêu quái có hình dáng rất giống người, với sở thích tập luyện võ thuật, nhưng nhìn chung rất thân thiện với con người. Cô thường được người hâm mộ Nhật Bản gọi là "Chūgoku".
- Koakuma (小悪魔) — Trùm giữa màn 4. Cũng như Daiyousei, cô cũng không có lý lịch nào trong trò chơi và được người hâm mộ đặt tên là Koakuma ("Tiểu ác ma"). ZUN sau đó mô tả cô ấy giống Daiyousei - hay thay đổi, thích chơi khăm và luôn có những hành động thiếu suy nghĩ. Ông cũng nói thêm rằng trong khi ác quỷ mạnh như ma cà rồng và pháp sư, Koakuma lại khá yếu, do đó, cô ấy là một Koakuma (Tiểu ác ma).[3]
- Patchouli Knowledge (パチュリー・ノーレッジ, Pachurī Nōrejji) — Trùm chính màn 4 và Trùm giữa màn Extra. Là một học giả và bạn của Remilia Scarlet, ẩn mình trong thư viện của dinh thự Hồng Ma Quán và trở thành thủ thư trên thực tế. Cô ấy có năng lực ma pháp bảy nguyên tố (đặt theo tên bảy ngày trong tuần của Nhật Bản, khiến cô ấy trở thành "Pháp sư một tuần") trên lý thuyết là một pháp sư cực kỳ mạnh mẽ. Tuy nhiên, thể chất của cô ấy rất kém và bệnh hen suyễn thường khiến cô ấy không thể đọc được các câu thần chú của mình. Cô ấy có một mối quan hệ không tốt đẹp với Marisa, người luôn luôn ăn trộm sách mà không cần báo trước.
- Izayoi Sakuya (十六夜 咲夜, Izayoi Sakuya) — Trùm màn 5 và trùm giữa màn 6. Là hầu gái trưởng của Biệt thự,[2][4] trang bị dao ném và khả năng dừng thời gian. Sakuya là con người duy nhất sống trong Scarlet Devil Mansion. Cô không được sinh ra ở Gensokyo, và cái tên "Izayoi Sakuya" được đặt cho cô bởi Remilia Scarlet.
- Remilia Scarlet (レミリア・スカーレット, Remiria Sukāretto) — Trùm cuối cùng của màn chơi chính, chủ nhân của Scarlet Devil Mansion. Là một ma cà rồng điều khiển vận mệnh, nhưng lại yếu đuối trước nắng mưa. Cô ấy tuyên bố là hậu duệ của Vlad III Dracula, mặc dù trên thực tế là không phải.[5] Cô được biết đến với cái tên Scarlet Devil vì khi cô cho ăn, máu của nạn nhân nhuộm đỏ chiếc váy của cô. Dù đã hơn năm trăm tuổi nhưng cô vẫn thường hành động theo kiểu trẻ con. Cô có mối quan hệ tốt với nhiều nhân viên của mình (bao gồm cả Sakuya và Meirin). Reimu là một trong số ít người bao dung với cô, và Remilia cũng có vẻ khá thích Reimu. Marisa cũng thân với cô ấy để đổi lấy quyền đột nhập vào thư viện của cô ấy. Cô ấy thích chiến đấu với danmaku bằng cách cận chiến, nhưng khi cô ấy tấn công tầm xa, cô ấy thích đạn tròn màu đỏ và dao.
- Flandre Scarlet (フランドール・スカーレット, Furandōru Sukāretto) — Trùm màn Extra. Là em gái của Remilia, cô ấy đã bị nhốt trong tầng hầm trong 495 năm vì năng lực phá hủy mọi thứ của mình. Mặc dù vậy, cô thích chị gái của mình và thường không cố gắng trốn thoát. Hầu hết các ma cà rồng đều kìm hãm phần nào sức mạnh của mình khi chiến đấu với con người, vì chúng chỉ định bắt sống con người và để dành ăn sau này, nhưng Flandre luôn được cho ăn những món ăn được chế biến sẵn và không biết thức ăn của mình đến từ con người.

Nhân vật khác:
- Satsuki Rin (冴月 麟, Satsuki Rin) là một nhân vật bị loại bỏ, do ZUN không có đủ thời gian để hoàn thành nhân vật đến khi bản game chính thức được ra mắt, được in trên bìa phát hành game Embodiment of Scarlet Devil tại Comiket.

## Phát triển
Sau bốn năm kể từ Mystic Square, phần Touhou trước đó, ZUN đã tách khỏi Amusement Makers và thành lập circle dōjin của riêng mình, Team Shanghai Alice, trong đó ông là nhà phát triển duy nhất. Vì EoSD sẽ là bản phát hành đầu tiên của Team Shanghai Alice và là trò chơi đầu tiên dành cho bản Windows, ZUN cảm thấy rằng trò chơi cần phải để lại ấn tượng. Điều này dẫn đến bối cảnh phương Tây của EoSD, không giống như hầu hết các trò chơi khác trong Touhou Project có bối cảnh mang tính phương Đông hơn.
Hệ thống Bài Phép, là đặc trưng trong mọi trò chơi Touhou kể từ EoSD, được ZUN tạo ra vào năm 1999 khi còn đang phát triển game Seihou Project, và nhằm mục đích trở thành một phương tiện để xác định các mẫu đạn với tên cũng như thêm chiều sâu cho nhân vật của ông. ZUN cũng nói thêm rằng bản thân EoSD được tạo ra với mục đích là để giới thiệu hệ thống này.
EoSD cũng là bản game lần đầu tiên ZUN lập trình bằng một ứng dụng Windows từ đầu. Vì ông đã vốn quen thuộc hơn với API và DirectX và tương đối xa lạ với việc lập trình cấp ứng dụng, nên ông đã dành rất nhiều thời gian cho việc tạo thư viện và công cụ cho EoSD. Do đó, chỉ còn ít thời gian để cải thiện bản thử của trò chơi và ông đã quyết tâm cải thiện trò chơi tiếp theo về mặt đó.
Nhạc nền của trò chơi ban đầu được sáng tác cho mô-đun âm thanh Roland SC-88 Pro. Nhạc nền đã được phối lại và ghi lại bằng Roland Edirol SD-90 trước khi trò chơi được phát hành.  Phiên bản gốc của nhạc nền vẫn được bao gồm trong trò chơi dưới dạng tệp MIDI tương thích với SC-88 Pro.
Mặc dù đã có ý định phát hành Embodiment of Scarlet Devil trên Steam, nhưng do trục trặc, khi chạy trò chơi ở chế độ toàn màn hình trên Windows 10, tốc độ khung hình không có giới hạn, khiến trò chơi chạy với tốc độ như vậy là không thể chơi được. Các bản vá lỗi của người hâm mộ kể từ đó đã được phát hành, nhưng ZUN nói rằng ông ấy không thể tự mình khắc phục sự cố vì đã mất mã nguồn.

## Đón nhận
Trong một bài phát biểu vào năm 2013, ZUN nói rằng Embodiment of Scarlet Devil là trò chơi Touhou bán chạy nhất nói chung. Trên GameSpot, trò chơi đạt được số điểm trung bình từ người dùng là 8,5 / 10.
Trong các cuộc thăm dò hàng năm do Touhou Wiki Nhật Bản thực hiện, Embodiment of Scarlet Devil đã được bình chọn là trò chơi phổ biến nhất mỗi năm kể từ năm 2016.